# چبوچو
چبوچو (به لاتین: Trzebuchów) یک سکونتگاه مسکونی در لهستان است که در Gmina Osiek Mały واقع شده‌است.